# 一点灰蝶
一点灰蝶（Quaker)，又名一點灰蝶、姬黑星小灰蝶、白灰蝶、白斑黑星灰蝶、小斑里白灰蝶，是一种生活在南亚和东南亚灰蝶科小蝴蝶。

## 亞種
Neopithecops zalmora 的亞種有-：
Neopithecops zalmora zalmora Butler, 1870 —— 印度東北部、緬甸
Neopithecops zalmora dharma Moore, 1881 ——斯里蘭卡、印度南部
Neopithecops zalmora andamanus Eliot & Kawazoé, 1983 ——安達曼群島

## 描述

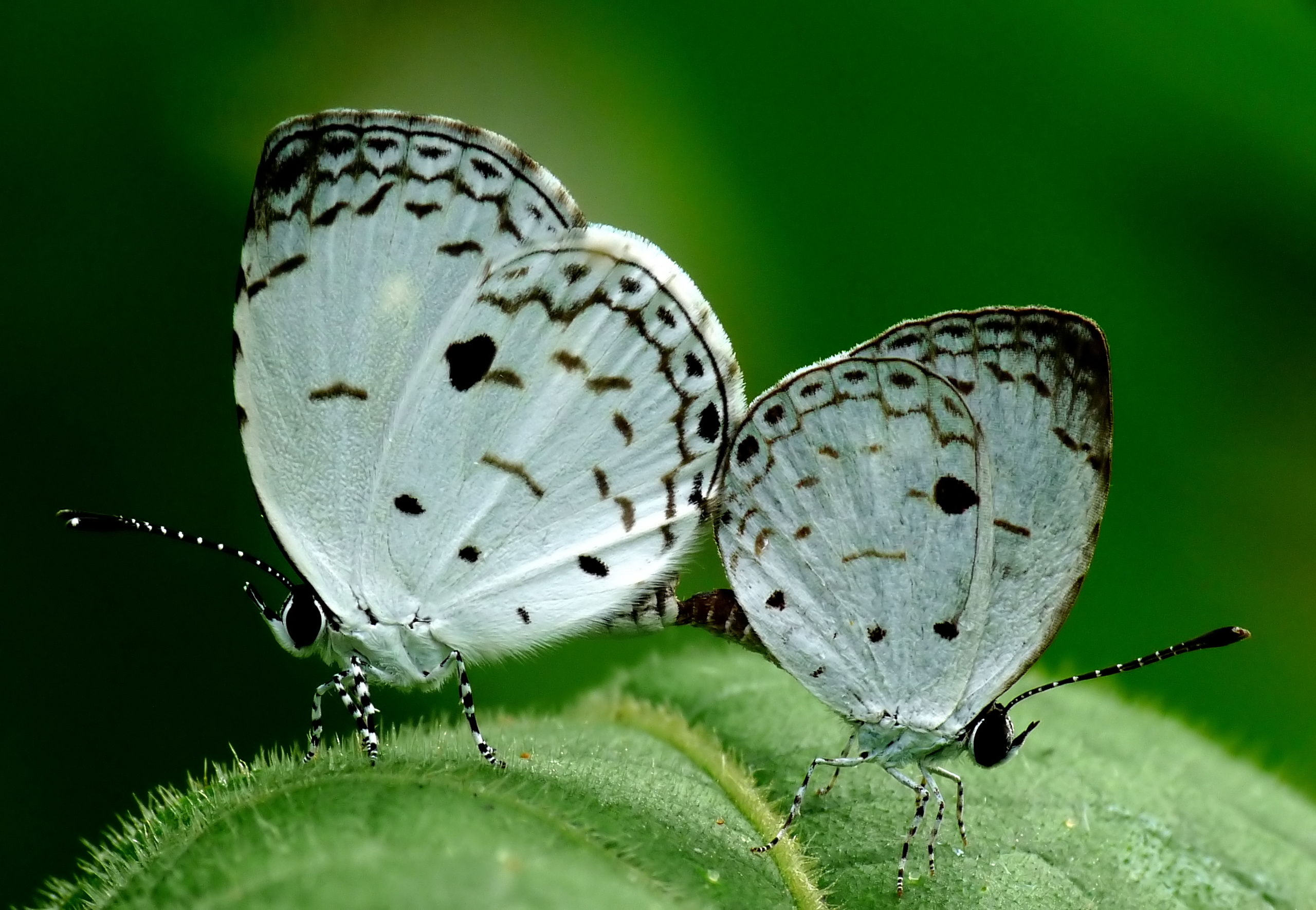
交尾中的一對

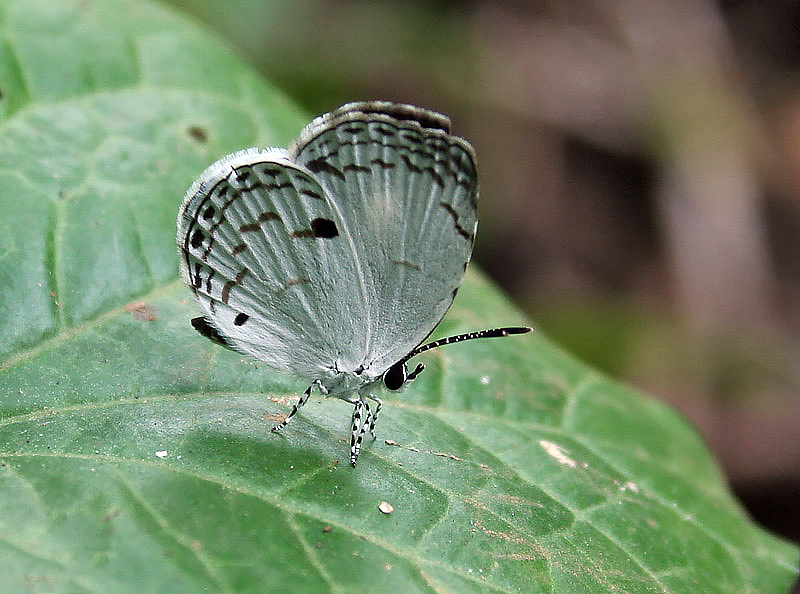
雨季型，攝於印度加爾各答附近的Narendrapur

### 雨季型
正面：雌雄皆為深紫褐色，雌蝶前翅中部略淡；多數雄蝶也有相似的淡色區。
反面：白色。前翅：翅尖呈暗褐色，翅脈10、11與12的末端各有一個細小黑點；無盤區斑紋，但翅室橫脈處有一條短小、極細且不明顯的褐線；其後為一列不規則的細褐色新月形斑紋，再接著一條極細波狀褐線，靠近翅緣的白色背景上點綴一列橫向黑色次端斑點。
後翅：翅室橫脈處亦有一條短褐線，類似前翅；其後靠近背側有一小圓形黑斑，靠近翅前緣處則有一個較大的黑斑；這兩斑之間有一條彎曲、極不規則的灰褐色新月斑列；次端斑與前翅相似。前翅緣毛暗褐色，後翅緣毛白色。觸角、頭部、胸部與腹部皆為深褐色；觸角內側帶有白點；腹面：下唇鬚、胸部與腹部皆為白色。

### 乾季型
與雨季型相比有以下差異：

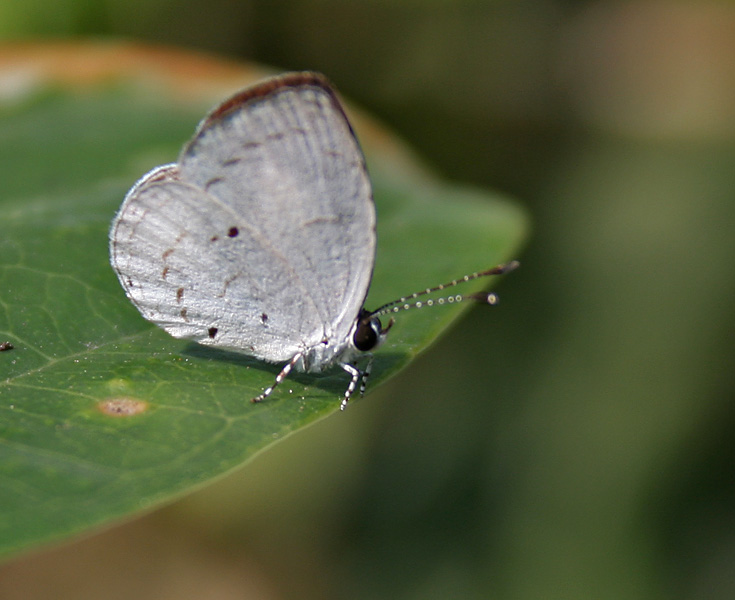
乾季型，攝於西孟加拉邦加爾各答附近的Narendrapur

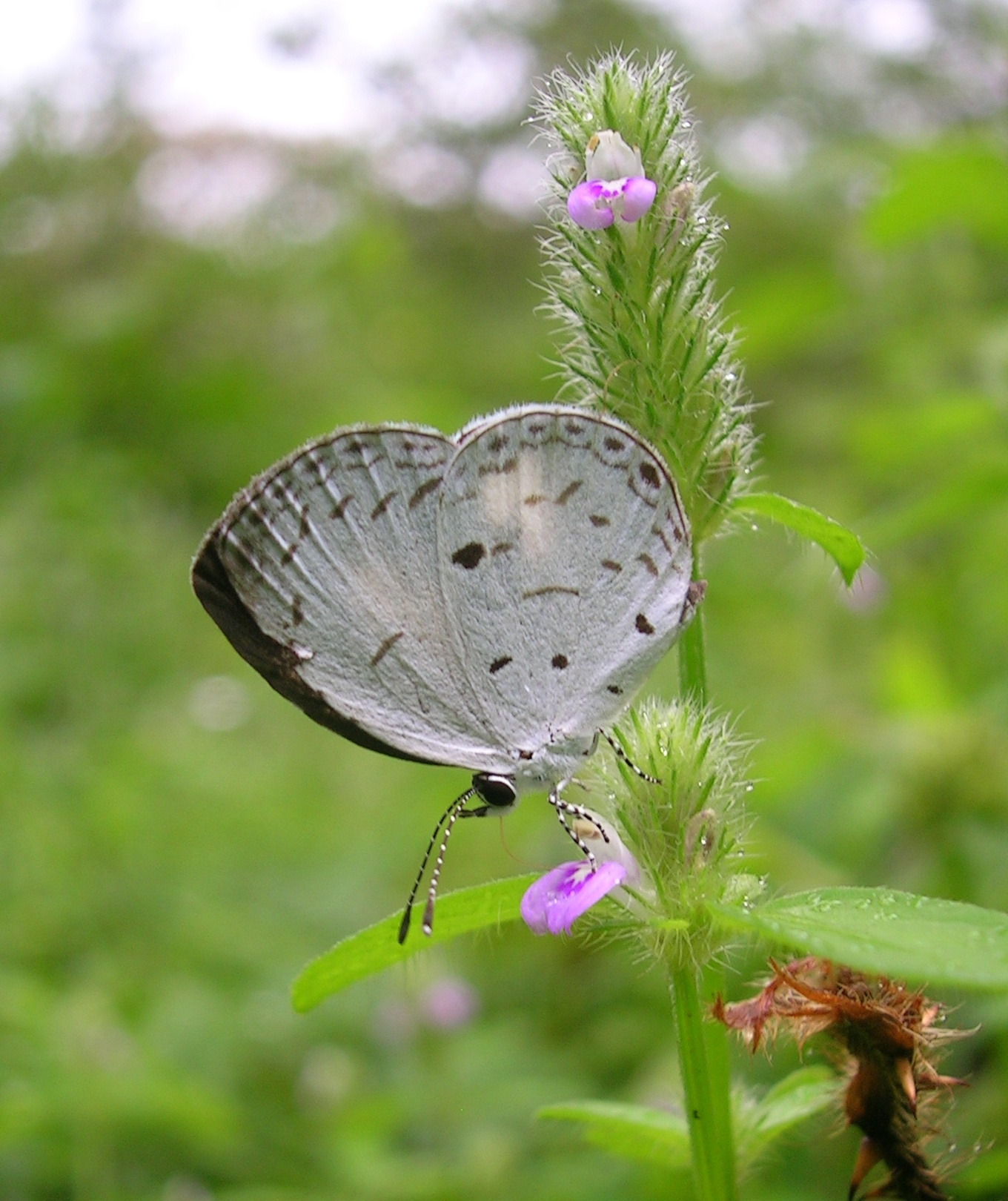
攝於瓦亞納德

正面：底色整體較淡。前翅：中部斜置一個大型橢圓形雪白斑。後翅：翅尖與中部不規則呈白色；後半部的底色較前半部略深。
反面：底色與斑紋大致與雨季型相同，但斑紋顯得更淡、更模糊；若在極為乾燥地區的乾季中期採集，這些斑紋可能完全消失。觸角、頭部、胸部與腹部的正面色澤也比雨季型來得淡。

## 分布
主要分布区域包括印度东喜马拉雅山脉，孟加拉奥里萨邦和西高止山脉，斯里兰卡阿萨姆，缅甸丹那沙林，安达曼群岛，并延伸到马来半岛。
台灣分布於本島低至中海拔坡地及山區。

## 食草植物

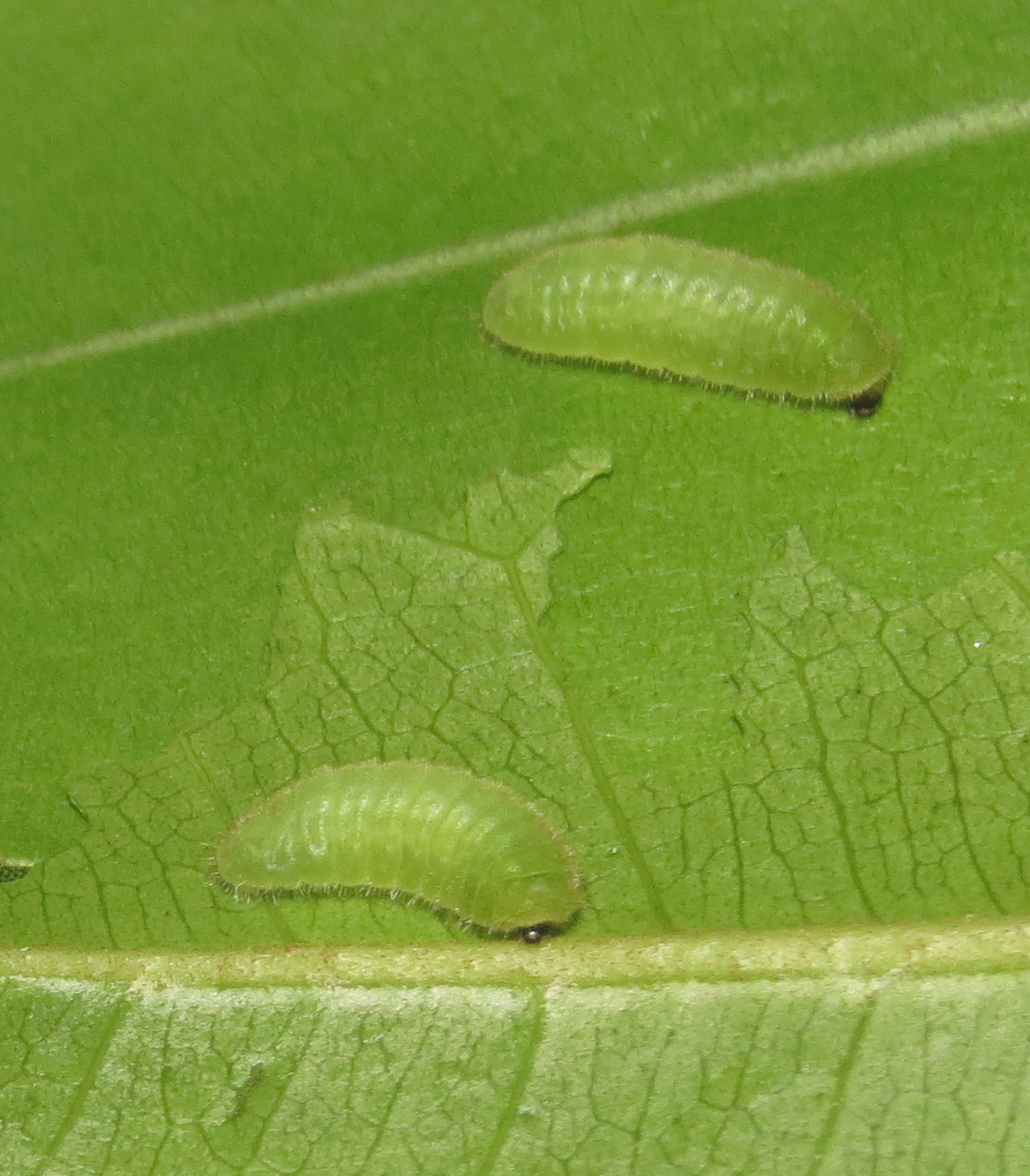
幼蟲

棲息於常綠闊葉林，一年多代。成蝶多活動於林內陰暗處，會訪花，雄蝶喜至濕地吸水。
幼蟲已知會取食柿樹科以及許多種芸香科的植物。在台灣則取食芸香科石苓舅及長果山桔新芽與幼葉。

## 圖集

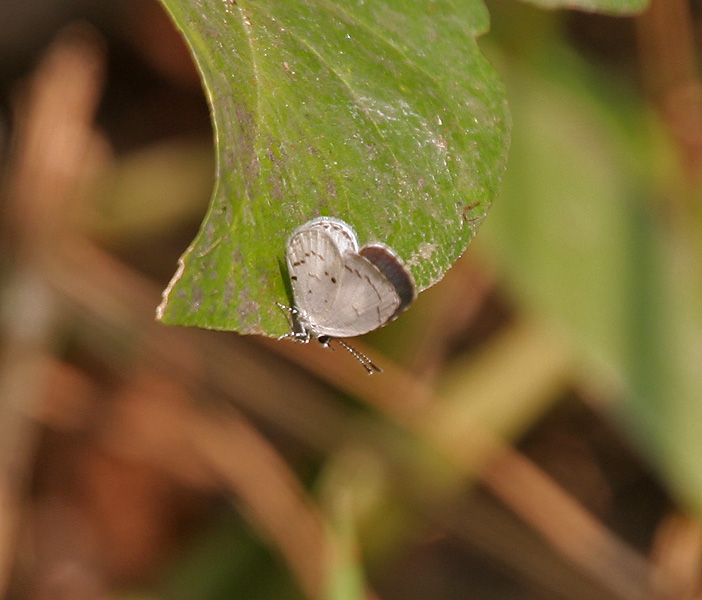
乾季型，攝於西孟加拉加爾各答附近的 Narendrapur
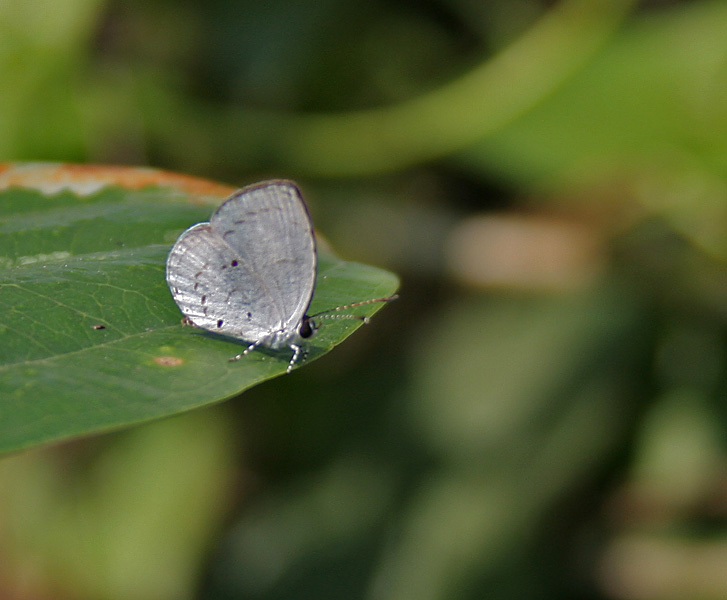
乾季型，攝於Narendrapur，加爾各答，西孟加拉
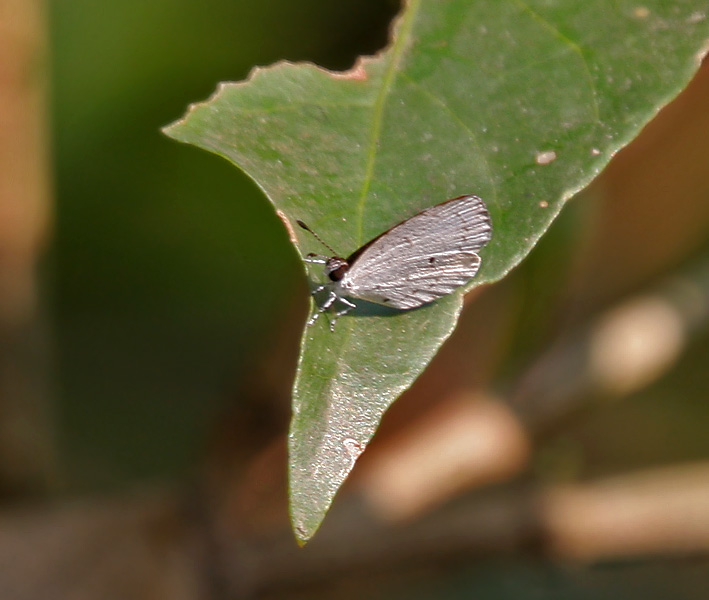
乾季型，攝於Narendrapur，加爾各答，西孟加拉
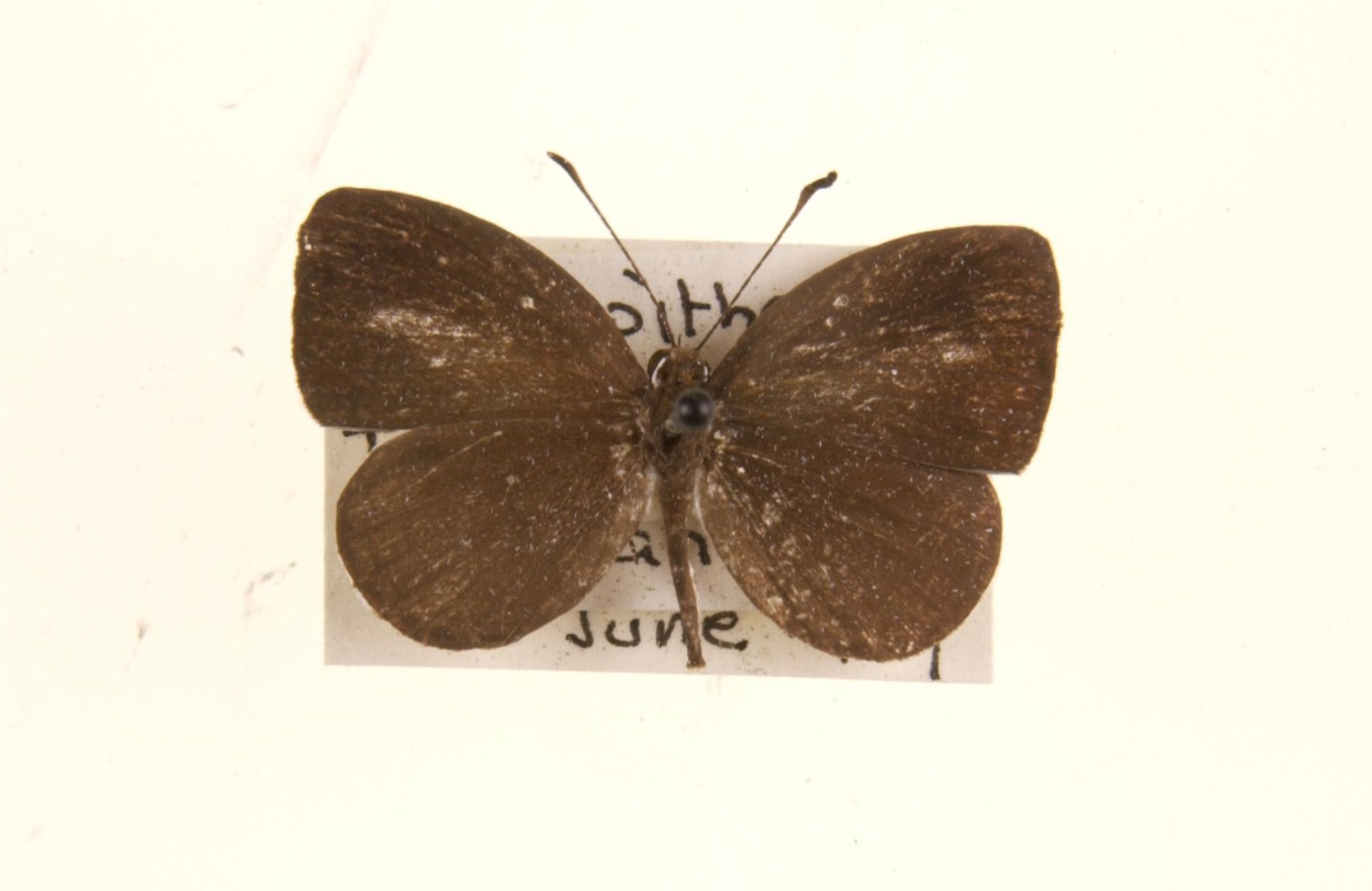
Upperside in [[Malay Peninsula|馬來亞